# Elia Benedettini
Elia Benedettini, né le 22 juin 1995 à Borgo Maggiore, est un footballeur international saint-marinais qui évolue au poste de gardien de but.

## Biographie

### En sélection
Il reçoit sa première sélection en équipe de Saint-Marin le 27 mars 2015, contre la Slovénie. Ce match perdu 6-0 rentre dans le cadre des éliminatoires de l'Euro 2016.